# 集団農場
集団農場（しゅうだんのうじょう）とは、耕作農民の組合によって所有・運営される形態の農場。コミューンの一形態。
多くの場合、農業施設にとどまらず様々な福利厚生施設を兼ね備えており、組合員の共同生活を前提としていることが多い。社会主義国においては国策として既存農地を農業集団化する過程において半ば強制的に形成された。一方、資本主義国においては既存農地が集団化される例はほとんどなく、開拓地に形成されることが多い。農場の意思決定は（少なくとも外観的には）民主的プロセスによって行われる。

## 集団農場の例

### 社会主義国
- コルホーズ、ソフホーズ（ソビエト連邦）
- 人民公社（中華人民共和国）
- ウジャマー村（タンザニア）

### 北朝鮮

#### 名称
朝鮮語では、「협동벌」という。

#### 例
- 平壌直轄市 柳京キノコ工場
- 咸鏡南道高山郡 高山リンゴ総合農場
- 黄海北道沙里院市 嵋谷合同農場
- 黄海南道安岳郡 安岳合同農場
- 平壌市楽浪区域 松南合同農場
- 平壌市江南郡 長橋合同農場
- 開城特別市 龍山合同農場
- 平安北道新義州市 土城合同農場
- 平安北道新義州市 石下合同農場
- 平安北道龍川郡 新巌合同農場
- 江原道安辺郡 泉三合同農場
- 黄海北道松林市 チョンウン合同農場
- 平壌市力浦区域 小規模･野菜専門農場
- 平壌市兄弟山区域 兄山野菜専門農場
- 平安南道平原郡 三峯合同農場
- 咸鏡北道花台郡 邑合同農場

### 資本主義国
- 新しき村、幸福会ヤマギシ会（日本）
- キブツ（イスラエル）